# پالاوی جوشی
پالاوی جوشی (به انگلیسی: Pallavi Joshi) (زاده ۴ آوریل ۱۹۶۹) بازیگر هندی است.
از کارهای معروف او می‌توان به بازی در فیلم اسب هفتم خورشید، وحشت، ساخت مهاتما، پرونده‌های تاشکند، رهایی، بخشنده و جنگ واکسن اشاره کرد.